# Нойенбург-ам-Райн
Нойенбург-ам-Райн (нем. Neuenburg am Rhein) — город в Германии, в земле Баден-Вюртемберг. 
Подчинён административному округу Фрайбург. Входит в состав района Брайсгау — Верхний Шварцвальд.  Население составляет 12 028 человек (на 31 декабря 2010 года). Занимает площадь 44,12 км². Официальный код  —  08 3 15 076.
Город подразделяется на 4 городских района.